# 268 v. Chr.
Portal Geschichte | Portal Biografien | Aktuelle Ereignisse | Jahreskalender | Tagesartikel

◄ |
4. Jahrhundert v. Chr. |
3. Jahrhundert v. Chr. |
2. Jahrhundert v. Chr. |
►

◄ | 280er v. Chr. | 270er v. Chr. | 260er v. Chr. | 250er v. Chr. |
240er v. Chr. |
►

◄◄ | ◄ | 271 v. Chr. | 270 v. Chr. | 269 v. Chr. | 268 v. Chr. |
267 v. Chr. |
266 v. Chr. |
265 v. Chr. |
► |
►►
Staatsoberhäupter

## Ereignisse

### Politik und Weltgeschehen

#### Westliches Mittelmeer
- Ganz Italien (ohne die Po-Ebene) ist von den Römern unterworfen.
- Die Römer gründen im 282 v. Chr. unterworfenen Gebiet der gallischen Senonen (Ager Gallicus) die Kolonie Ariminum. Der Ort wird später Ausgangspunkt für die Unterwerfung der Po-Ebene. Auch Beneventum im Gebiet der Samniten erhält eine latinische Kolonie.

#### Östliches Mittelmeer
- In Athen gelangt die anti-makedonische Partei unter dem Stoiker Chremonides an die Macht. Sie steuert auf einen Krieg zu, um für die Stadt die Unabhängigkeit von Makedonien zu gewinnen.

#### Asien
- Antiochos I., König des Seleukidenreiches, besiegt in der Elefantenschlacht die Galater. Diese beenden daraufhin ihre Plünderungszüge in Kleinasien und beschränken sich auf die Landschaft Galatien. Antiochos I. erhält den Beinamen „Soter“.
- 268/267 v. Chr.: Der seleukidische König Antiochos I. lässt seinen ältesten Sohn Seleukos wegen Rebellion hinrichten. An seiner Stelle wird Antiochos II. Thronfolger.
- 272/268 v. Chr.: Ashoka, Herrscher der altindischen Maurya-Dynastie, kommt in Indien an die Macht. Er ist ein Enkel des Chandragupta und Nachfolger von Bindusara.

### Sport
- Bei den Olympischen Spielen wird das Rennen mit einem Zweiergespann mit Fohlen über drei Runden eingeführt.

## Geboren
- um 268 v. Chr.: Marcus Claudius Marcellus, römischer Feldherr († 208 v. Chr.)

## Gestorben
- um 268 v. Chr.: Straton von Lampsakos, griechischer Philosoph (* um 340 v. Chr.)